# Ludolf Lorenz von Krosigk

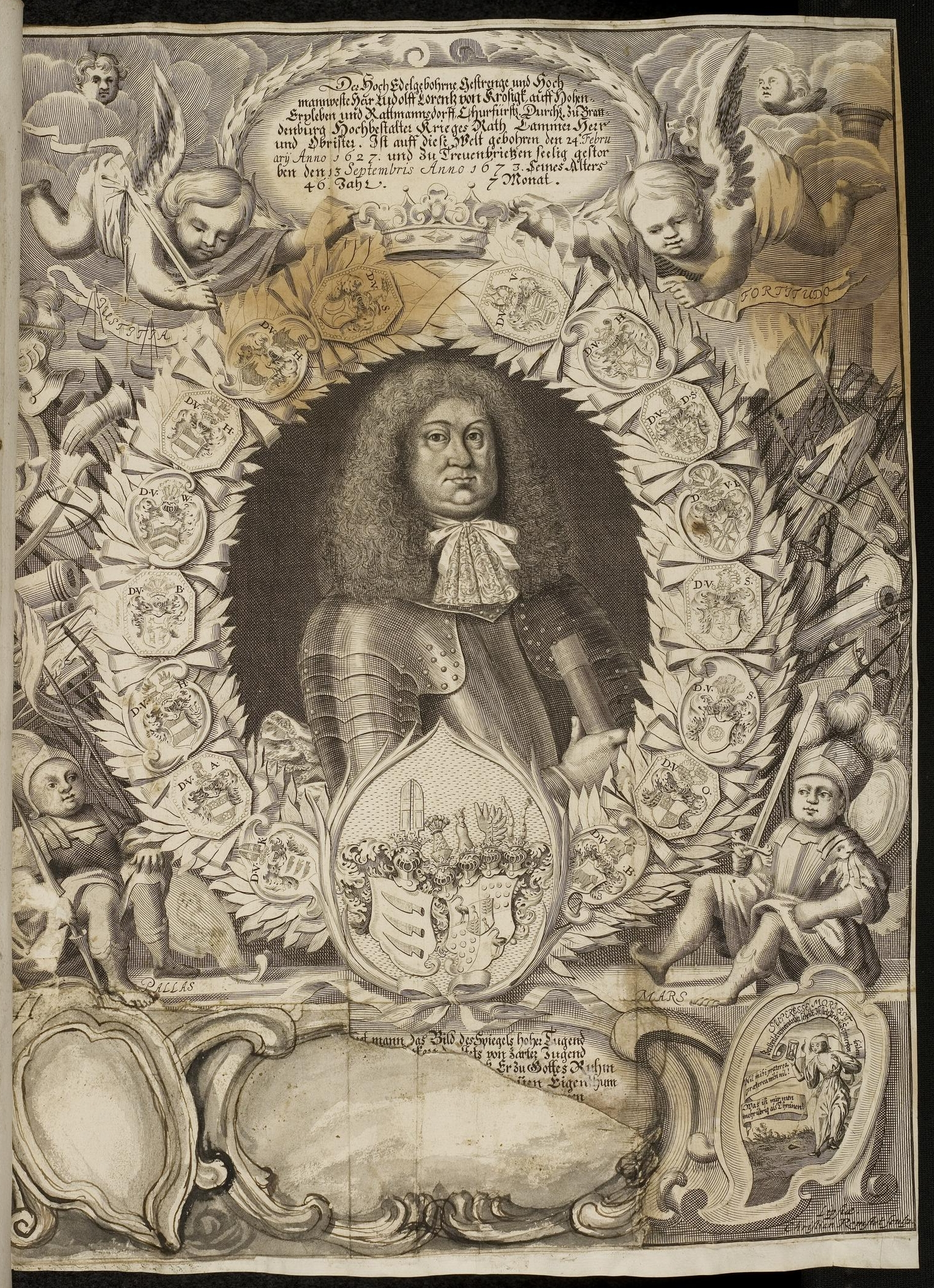
Ludolf Lorenz von Krosigk

Ludolf Lorenz von Krosigk (* 4. Februar 1627 im Schloss Hohenerxleben; † 13. September 1673 bei Treuenbrietzen) war ein kurbrandenburgischer Kriegsrat, Kammerherr und Obrist.

## Leben

### Herkunft
Ludolf Lorenz von Krosigk stammte aus dem Adelsgeschlecht Krosigk. Er war der jüngste Sohn des Gebhard Friedrich von Krosigk (1579–1630) und dessen ab 1623 zweiten Ehefrau Brigitta, geborene von Behr († 1667). Seine älteren Brüder waren Vollrad (1612–1660), Matthias (1616–1697) und Jakob Anton (1624–1704); seine Schwestern waren Bertha Sophie von der Asseburg († 1686) und Kunigunde, die am 15. März 1640 Stephan Hermann von Schkölen zu Großensaltza ehelichte. Nachdem Ludolf Lorenz im Alter von drei Jahren seinen Vater verloren hatte, bestellte man zu seinen Mitvormündern Diederich von dem Werder und Kuno Ordomar von Bodenhausen, den Vater von Bodo von Bodenhausen.

### Werdegang
1642 trat er eine Ausbildung am Gymnasium zu Halle an der Saale bei dem Rektor Christian Gueintz an und 1645 an der Universität Jena. 1646 trat er in schwedische Kriegsdienste unter dem Generalleutnant Hans Christoph von Königsmarck ein. Nachdem er auf seine Güter zurückgekehrt war, begleitete er 1652 Gustav Adolph, Herzog zu Mecklenburg-Güstrow auf eine größere Reise in den Süden des Reiches; sie führte ihn für längere Zeit auch nach Straßburg, wo er seine spätere Frau Rosamunde Juliane von Closen kennen lernte.
1653 wurde Krosigk unter dem Gesellschaftsnamen der Erlabende in die Fruchtbringende Gesellschaft aufgenommen. Seine Gesellschaftspflanze waren „Hertzröselein Gras“ (Rosengras?) oder „weiße Negelein“ (Nelken), sein Gesellschaftswort war „Ein schwaches Hertz“, seine  Mitgliedsnummer war die 607. Auch sein Vater und seine zwei ältesten Brüder waren dort Mitglied.
Im selben Jahr begab er sich als Rittmeister in den Dienst der französischen Armee. 1656 quittierte er den Dienst und ging zurück nach Straßburg. Bevor er die Heimreise antrat, hielt er dort Hochzeit und heiratete Rosamunde Juliane von Closen.
1657 wechselte Krosigk in kurbrandenburgische Dienste als Obristwachtmeister im Regiment Johann Georgs II., Fürst von Anhalt-Dessau, bald darauf als Generaladjutant der kurbrandenburgischen Armee, 1661 in braunschweig-wolfenbüttelsche Dienste als Hofmeister des jungen Herzogs Rudolph August, 1665 in braunschweig-calenbergische Dienste als Obristleutnant und dann Obrist des Herzogs Georg Wilhelm in Celle. 1667 führte er braunschweigische Hilfstruppen in die Niederlande. 1668 reiste er nach England. 1671 ernannte ihn Kurfürst Friedrich Wilhelm von Brandenburg zu seinem Kammerherrn, 1672 zum Kriegsrat und beauftragte ihn mit diplomatischen Missionen in die Niederlande, die Kurpfalz und in die Landgrafschaft Hessen-Darmstadt sowie 1673 nach Stockholm und Kopenhagen.

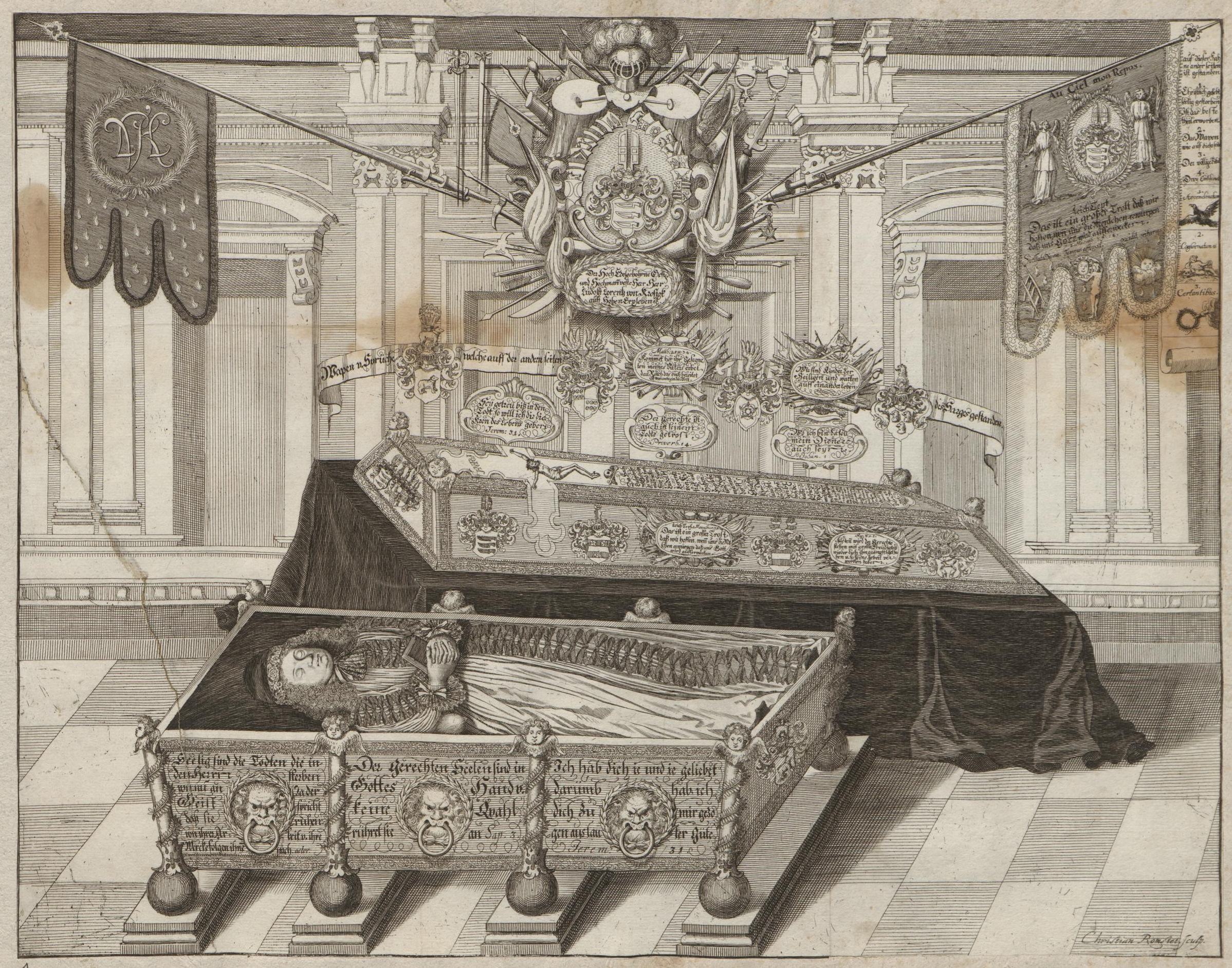
Aufbahrung Ludolf Lorenz von Krosigk

Nach seiner Rückkehr im August 1673 erlag er am 13. September im Alter von 46 Jahren nach 16 Stunden seinen in einem Duell bei Treuenbrietzen erlittenen Schussverletzungen. Einen Tag zuvor war er am hohen oder holen Berge von dem Herausforderer, Obristlieutenant von Strauß, mit drei Kugeln in den Unterleib tödlich verwundet worden.

### Familie
Am 3. Juni 1656 heiratete er in Straßburg Rosamunde Juliane, geborene von Closen zu Haidenburg (* 12. Juni 1628;  † 25. März 1694), eine Enkelin des Hans Urban von Closen.
Ihre Kinder waren:
- Bartha Sophia (1665–1718) ⚭ Carl Hildebrand von Canstein[5]
- Brigitta Maria ⚭ Erhard Vollrad von Legat[6]
- Catharina Maria[5] (* 1661) ⚭ Hans von Hackeborn[7] (1649–1683)[8]
- Christina Antonia (Christine Antoinette) (1662–1737) ⚭ Wilhelm Dietrich von Bülow
- Dorothea Juliana († 20. April 1711) ⚭ Kurt Hildebrand von Loeben
- Johanna Margareta ⚭ … von Hackeborn[3]
- Sophia Augusta (* 1657; † 20. November 1696) ⚭ Hartwig Lebrecht von Legat[6]
- Friedrich Wilhelm (1660–1689), fiel als Hauptmann bei der Belagerung von Bonn[9]
- Georg Ernst (* 29. Juni 1666;[3] † 8. August 1738) ⚭ Eva Magdalena von Seidlitz aus Gohlau[9]
- Gebhard (starb als Kind)[9]